# Tour der südafrikanischen Rugby-Union-Nationalmannschaft nach Frankreich 1968
| Tour der Springboks nach Frankreich 1968 | Tour der Springboks nach Frankreich 1968 | Tour der Springboks nach Frankreich 1968 | Tour der Springboks nach Frankreich 1968 | Tour der Springboks nach Frankreich 1968 |
| Übersicht                                | S                                        | G                                        | U                                        | N                                        |
| ---------------------------------------- | ---------------------------------------- | ---------------------------------------- | ---------------------------------------- | ---------------------------------------- |
| Test Matches                             | 2                                        | 2                                        | 0                                        | 0                                        |
| Sonstige Spiele                          | 4                                        | 3                                        | 0                                        | 1                                        |
| Gesamt                                   | 6                                        | 5                                        | 0                                        | 1                                        |
|                                          |                                          |                                          |                                          |                                          |
| Frankreich                               | 2                                        | 2                                        | 0                                        | 0                                        |

Die Tour der südafrikanischen Rugby-Union-Nationalmannschaft nach Frankreich 1968 umfasste eine Reihe von Freundschaftsspielen der Springboks, der Nationalmannschaft Südafrikas in der Sportart Rugby Union. Das Team reiste im Oktober und November 1968 durch Frankreich und bestritt sechs Spiele. Dazu gehörten zwei Test Matches gegen die französische Nationalmannschaft und vier weitere Begegnungen mit Auswahlteams. Die Springboks entschieden fünf Spiele für sich, darunter beide Test Matches.

## Spielplan
- Hintergrundfarbe grün = Sieg
- Hintergrundfarbe rot = Niederlage

(Test Matches sind grau unterlegt; Ergebnisse aus der Sicht Südafrikas)
| # | Datum             | Gegner               | Ort              | Stadion                        | Ergebnis |
| - | ----------------- | -------------------- | ---------------- | ------------------------------ | -------- |
| 1 | 29. Oktober 1968  | Provence–Côte d’Azur |                  |                                | 24:3     |
| 2 | 02. November 1968 | France Sud-Est       |                  |                                | 3:0      |
| 3 | 05. November 1968 | Auvergne             | Clermont-Ferrand | Stade Marcel-Michelin          | 26:9     |
| 4 | 09. November 1968 | Frankreich           | Bordeaux         | Parc Lescure                   | 12:9     |
| 5 | 11. November 1968 | France Sud-Ouest     | Toulouse         | Stadium Municipal              | 3:11     |
| 6 | 16. November 1968 | Frankreich           | Colombes         | Stade Olympique Yves-du-Manoir | 16:11    |

## Test Matches
| 9. November 1968 | Frankreich                | 9 : 12        | Südafrika                | Parc Lescure, Bordeaux Zuschauer: 12.516 Schiedsrichter: George Lamb (England) |
| 9. November 1968 | Versuche: Bonal Dauga (2) | (3:9) Bericht | Straftritte: Visagie (4) | Parc Lescure, Bordeaux Zuschauer: 12.516 Schiedsrichter: George Lamb (England) |

Aufstellungen:
- Frankreich: Jean-Paul Baux, Besson, Jean-Marie Bonal, Christian Boujet, Élie Cester, Claude Chenevay, Benoît Dauga, Claude Dourthe, Michel Greffe, Jean Iraçabal, Michel Lasserre, Jean-Pierre Lux, Henri Magois, Marcel Puget , Walter Spanghero
- Südafrika: Tommy Bedford, Gabriel Carelse, Dawie de Villiers , Henry de Villiers, Frik du Preez, Jan Ellis, Jannie Engelbrecht, Piet Greyling, Hannes Marais, Mof Myburgh, Sydney Nomis, Eben Olivier, Gys Pitzer, Mannetjies Roux, Piet Visagie

| 16. November 1968 | Frankreich                                                  | 11 : 16       | Südafrika                                                                               | Stade Olympique Yves-du-Manoir, Colombes Zuschauer: 23.890 Schiedsrichter: Patrick d’Arcy (Irland) |
| 16. November 1968 | Versuche: Cester Erhöhungen: Pariès Dropgoals: Pariès Puget | (6:3) Bericht | Versuche: D. de Villiers Engelbrecht Nomis Erhöhungen: Visagie (2) Straftritte: Visagie | Stade Olympique Yves-du-Manoir, Colombes Zuschauer: 23.890 Schiedsrichter: Patrick d’Arcy (Irland) |

Aufstellungen:
- Frankreich: Jean-Paul Baux, Jean-Marie Bonal, Dominique Bontemps, Élie Cester, Benoît Dauga, Claude Dourthe, Bernard Dutin, Jean-Michel Esponda, Michel Lasserre, Jean-Pierre Lux, Henri Magois, Lucien Pariès, Marcel Puget , André Ruiz, Walter Spanghero
- Südafrika: Tommy Bedford, Gabriel Carelse, Dawie de Villiers , Henry de Villiers, Frik du Preez, Jan Ellis, Jannie Engelbrecht, Piet Greyling, Hannes Marais, Mof Myburgh, Sydney Nomis, Eben Olivier, Gys Pitzer, Mannetjies Roux, Piet Visagie